# LDS Philanthropies
LDS Philanthropies — отдел Церкви Иисуса Христа Святых последних дней, отвечающий за содействие пожертвованиям на гуманитарные и образовательные инициативы, в том числе на Университет Бригама Янга, LDS бизнес-колледж (англ. LDS Business College), и Постоянный Образовательный Фонд (англ. Perpetual Education Fund). Гуманитарным подразделением организации является Благотворительная служба святых последних дней (англ. Latter-day Saint Charities).
В то время как социальные программы в церкви Святых последних дней направлены, как правило, на членов церкви, пожертвования на гуманитарные цели используются для предоставления помощи в странах по всему миру, людям, безотносительно к религии или расе. Эти пожертвования направляются жертвам стихийных бедствий, в помощь входят, например, гигиенические наборы, пища и вода, одеяла и т. д. Актуальные гуманитарные проекты включают в себя обучение реанимации новорожденных, глазная хирургия чтобы помочь слепым, бурение водных источников, а также другие медицинские и оздоровительные проекты.
Сто процентов пожертвований используются, чтобы помочь нуждающимся; накладные расходы на администрирование оплачиваются из общих фондов церкви Святых последних дней. Поставки гуманитарной помощи находятся под наблюдением службы миссионеров, которые живут и служат в разных странах мира.
Пожертвования на образование помогает обеспечивать стипендии и дать возможность обучения для студентов со всего мира. Постоянный образовательный фонд предоставляет для студентов в развивающихся странах займы (подлежащие погашению) на образование; когда выпускники устраиваются на работу, они погашают кредит и эти деньги используются, чтобы помочь другим студентам.